# يونغ لاي
يونغ لاي (بالإنجليزية: Lathan Williams) هو رابر أمريكي، ولد في 1975 في فاليجو في الولايات المتحدة.

## وصلات خارجية
- يونغ لاي على موقع ميوزك برينز (الإنجليزية)
- يونغ لاي على موقع أول ميوزيك (الإنجليزية)
- يونغ لاي على موقع ديسكوغز (الإنجليزية)